# Wenquan (köpinghuvudort i Kina, Shaanxi, lat 33,13, long 106,74)
Wenquan är en köpinghuvudort i Kina. Den ligger i provinsen Shaanxi, i den nordvästra delen av landet, omkring 240 kilometer sydväst om provinshuvudstaden Xi'an. Antalet invånare är 16 128. Befolkningen består av 8 176 kvinnor och 7 952 män. Barn under 15 år utgör 13,0 %, vuxna 15-64 år 74 %, och äldre över 65 år 12,0 %.
Runt Wenquan är det ganska tätbefolkat, med 166 invånare per kvadratkilometer. Närmaste större samhälle är Dingjunshan, 7,9 km väster om Wenquan. I omgivningarna runt Wenquan växer i huvudsak blandskog.
Genomsnittlig årsnederbörd är 1 000 millimeter. Den regnigaste månaden är juli, med i genomsnitt 211 mm nederbörd, och den torraste är december, med 2 mm nederbörd.